# همزیست‌زایی

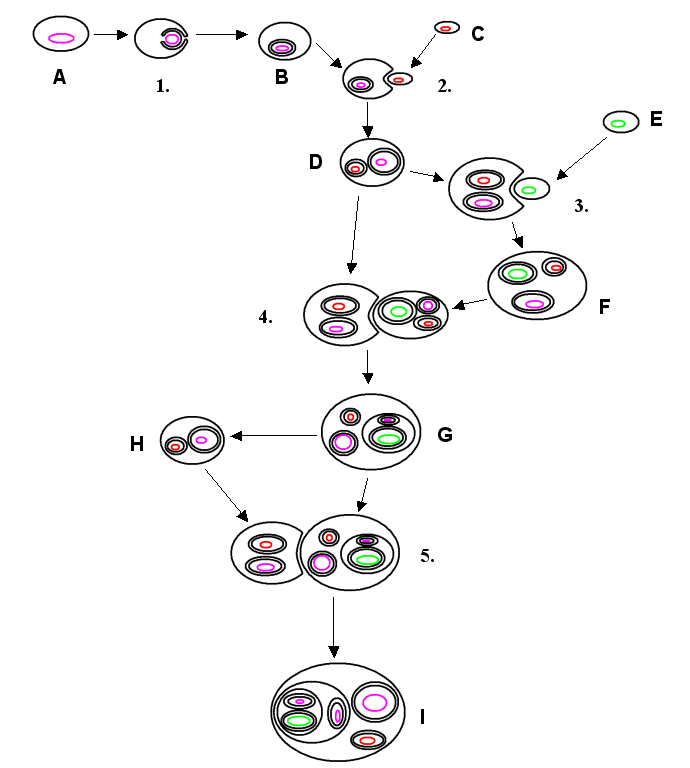
همزیست‌زایی

نظریه همزیست‌زایی یا سیمبیوژنز (به انگلیسی: Symbiogenesis)، نظریه‌ای فرگشتی است که شکل‌گیری سلول‌های یوکاریوتی از پروکاریوتی را توضیح می‌دهد. این نظریه بیان می‌کند که بسیاری از اندامک‌های کلیدی یوکاریوتی از همزیستی میان ارگانیسم‌های تک‌سلولی شکل گرفته‌اند. بر اساس این نظریه، میتوکندری‌ها و پلاستها (مانند کلروپلاست)، و احتمالاً دیگر اندامک‌ها، نمایانگر باکتری‌هایی هستند که پیش‌تر آزادزی بوده‌اند و حدود ۱٫۵ میلیارد سال پیش به درون سلول دیگری به عنوان همزیست آورده شده‌اند. شواهد مولکولی و نیز بیوشیمیایی ساختاری نشان می‌دهد که میتوکندری از یک پروتئوباکتری‌ها (به‌طور مشخص، ریکتسیالس، کلاد SAR11 یا اقوام آن‌ها) و کلروپلاست از سیانوباکتریها منشأ گرفته‌اند.

## شواهد کلی
- در تقسیم سلولی یاخته‌های یوکاریوت، میتوکندری‌ها و پلاست‌ها از شیوهٔ تقسیم دودویی یا مضاعف که مختص باکتری‌ها است استفاده می‌کنند.
- اگر میتوکندری یا کلروپلاست یاخته‌ای برداشته شود، آنها روشی برای ساختن آنها از نو را ندارند. برای مثال، در برخی جلبکها پلاست‌ها می‌توانند توسط مواد شیمیایی ویژه‌ای از بین بروند، در این موارد، پلاست‌ها دوباره‌سازی نخواهند شد.
- پروتئین‌های انتقالی به نام پورین‌ها که در غشای میتوکندری‌ها و کلروپلاست‌ها یافت می‌شوند، در یاخته‌های باکتری نیز پیدا می‌شوند.
- یک لیپید کاردیولیپینی غشایی به‌طور ویژه در غشای درونی میتوکندری و غشای سلولی باکتری یافت می‌شود.
- هم میتوکندری‌ها و هم پلاست‌ها یک DNA حلقوی یگانه است که با DNA هسته متفاوت است و شباهت بیشتری به DNA باکتری دارد (هم در اندازه و هم در ساختار)
- ژنوم میتوکندری و باکتری ریکتسیال نزدیکی دارد
- مقایسه ژنومی نشان می‌دهد که سیانوباکترها در خاستگاه ژنتیکی پلاست‌ها شرکت داشته‌اند.
- آنالیز توالی و تبارزایی DNA پیش‌بینی می‌کند که DNA هسته‌ای دارای ژن‌هایی است که خاستگاه آنها از پلاست‌ها است.
- این اندامک‌ها دارای ریبوزوم بدوی باکتریایی هستند.

## برای مطالعهٔ بیشتر
The Ancestor's Tale by Richard Dawkins section: The Great Historic Rendezvous